# The Fatal Opal
The Fatal Opal è un cortometraggio muto del 1914 diretto da George Melford.

## Produzione
Il film fu prodotto dalla Kalem Company.

## Distribuzione
Distribuito dalla General Film Company, il film - un cortometraggio in due bobine - uscì nelle sale cinematografiche statunitensi il 23 dicembre 1914.